# Юрий Гидзенко
Юрий Павлович Гидзенко е руски космонавт от украински произход. Той е полковник в руските военновъздушни сили и тестови космонавт в тренировъчен център за космонавти „Юрий Гагарин“. Женен е за Олга Владимирова Шаповалова, родена през 1961 г. Имат две деца, Сергей и Александр.

## Образование
Гидзенко е завършил висшето военно училище за пилоти в Харков (Украйна) през 1983 и Московския държавен университет за Геодезия и картографиране през 1994 г.

## Специални отличия
- Герой на Руската федерация

## Опит
След завършването си през 1983, Гидзенко служи като пилот и по-късно като старши пилот.
От декември 1987 до юни 1989 той преминава основната тренировка за кандидат космонавти. От септември 1989 започва напреднала тренировка за тестови космонавт. Гидзенко е изнструктур по парашутни скокове, в кариерата си той е направил 145 скока с парашут.
Гидзенко е летял на следните мисии
- Союз ТМ-22 – 23-та експедиция до Мир.
- Мир ЕО-20
- Експедиция 1 – Юрий участва в първата експедиция до МКС.
- STS-102 – Мисия на Спейс Шатъл за презарждане на провизиите на МКС
- Союз ТМ-34
- Союз ТМ-33